# Selección de fútbol playa de Tahití
La selección de fútbol playa de Tahití es el equipo representativo de la Polinesia Francesa en competiciones oficiales. Está regulada por la Federación de Fútbol de Tahití y ha conquistado tres veces la Copa de las Naciones de la OFC de Fútbol Playa. En el ámbito internacional obtuvo el cuarto puesto en la Copa del Mundo 2013, que se organizó en la Polinesia Francesa, y los subcampeonatos en la edición 2015, al perder en la final frente a Portugal y la edición 2017, al caer frente a Brasil.

## Estadísticas

### Copa Mundial de Fútbol Playa FIFA
| Copa Mundial de Fútbol Playa FIFA | Copa Mundial de Fútbol Playa FIFA | Copa Mundial de Fútbol Playa FIFA | Copa Mundial de Fútbol Playa FIFA | Copa Mundial de Fútbol Playa FIFA | Copa Mundial de Fútbol Playa FIFA | Copa Mundial de Fútbol Playa FIFA | Copa Mundial de Fútbol Playa FIFA |
| Año                               | Ronda                             | J                                 | G                                 | G+                                | P                                 | GF                                | GC                                |
| --------------------------------- | --------------------------------- | --------------------------------- | --------------------------------- | --------------------------------- | --------------------------------- | --------------------------------- | --------------------------------- |
| 2005                              | No participó                      | No participó                      | No participó                      | No participó                      | No participó                      | No participó                      | No participó                      |
| 2006                              | No clasificó                      | No clasificó                      | No clasificó                      | No clasificó                      | No clasificó                      | No clasificó                      | No clasificó                      |
| 2007                              | No clasificó                      | No clasificó                      | No clasificó                      | No clasificó                      | No clasificó                      | No clasificó                      | No clasificó                      |
| 2008                              | No participó                      | No participó                      | No participó                      | No participó                      | No participó                      | No participó                      | No participó                      |
| 2009                              | No clasificó                      | No clasificó                      | No clasificó                      | No clasificó                      | No clasificó                      | No clasificó                      | No clasificó                      |
| 2011                              | Fase de grupos                    | 3                                 | 1                                 | 0                                 | 2                                 | 6                                 | 11                                |
| 2013                              | Cuarto lugar                      | 6                                 | 2                                 | 1                                 | 3                                 | 26                                | 22                                |
| 2015                              | Subcampeón                        | 6                                 | 4                                 | 1                                 | 1                                 | 30                                | 25                                |
| 2017                              | Subcampeón                        | 6                                 | 3                                 | 1                                 | 2                                 | 20                                | 22                                |
| 2019                              | Fase de grupos                    | 3                                 | 2                                 | 0                                 | 1                                 | 16                                | 17                                |
| 2021                              | Cuartos de final                  | 4                                 | 2                                 | 0                                 | 2                                 | 27                                | 24                                |
| 2024                              | Cuartos de final                  | 4                                 | 2                                 | 0                                 | 2                                 | 14                                | 16                                |
| 2025                              | Fase de grupos                    | 3                                 | 0                                 | 0                                 | 3                                 | 12                                | 21                                |
| Total                             | 8/13                              | 35                                | 16                                | 3                                 | 16                                | 151                               | 158                               |

### Copa de las Naciones de la OFC
| Copa de las Naciones de la OFC | Copa de las Naciones de la OFC | Copa de las Naciones de la OFC | Copa de las Naciones de la OFC | Copa de las Naciones de la OFC | Copa de las Naciones de la OFC | Copa de las Naciones de la OFC | Copa de las Naciones de la OFC |
| Año                            | Ronda                          | J                              | G                              | G+                             | P                              | GF                             | GC                             |
| ------------------------------ | ------------------------------ | ------------------------------ | ------------------------------ | ------------------------------ | ------------------------------ | ------------------------------ | ------------------------------ |
| 2006                           | Tercer lugar                   | 4                              | 2                              | 0                              | 2                              | 26                             | 13                             |
| 2007                           | Cuarto lugar                   | 4                              | 1                              | 0                              | 3                              | 20                             | 25                             |
| 2009                           | Tercer lugar                   | 4                              | 2                              | 0                              | 2                              | 21                             | 17                             |
| 2011                           | Campeón                        | 3                              | 2                              | 0                              | 1                              | 11                             | 12                             |
| 2013                           | No participó                   | No participó                   | No participó                   | No participó                   | No participó                   | No participó                   | No participó                   |
| 2019                           | Campeón                        | 5                              | 5                              | 0                              | 0                              | 56                             | 12                             |
| 2023                           | Campeón                        | 4                              | 4                              | 0                              | 0                              | 48                             | 9                              |
| Total                          | 6/7                            | 24                             | 16                             | 0                              | 8                              | 182                            | 88                             |

## Palmarés
- Copa de las Naciones de la OFC de Fútbol Playa (3): 2011, 2019, 2023.